# Deux-Montagnes (Québec)
Deux-Montagnes è un comune del Canada, situato nella provincia del Québec, nella regione di Laurentides.